# Blaues Haus (Arnsberg)
Das Blaue Haus ist ein denkmalgeschütztes Bürgerhaus am Alten Markt in Arnsberg.

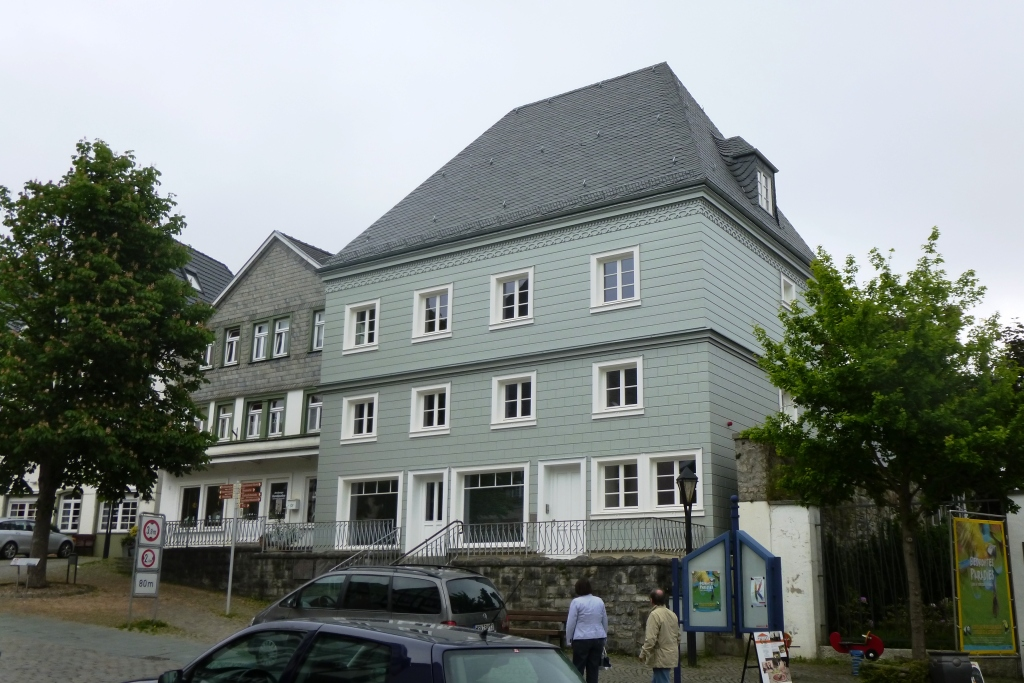
Das Blaue Haus nach der Renovierung 2013

## Baugeschichte
Das Haus liegt unmittelbar neben dem Landsberger Hof. Es handelt sich um einen Fachwerktraufenbau mit leicht vorkragenden Geschossen und einem Walmdach. Erbaut wurde das Haus wohl nach dem großen Stadtbrand im Jahr 1709. Nach anderen Angaben wurde es erst 1815/16 in einer durch einen kleineren Brand entstandenen Baulücke im klassizistischen Stil errichtet. Etwa seit 1820/30 erhielt der Bau eine Bretterverkleidung. Deren bläulicher Farbe verdankt das Haus seinen Namen.
Das ursprünglich hohe Walmdach wurde 1969 in Folge von zeitbedingten Bauschäden durch ein flacheres Dach ersetzt. Die Beseitigung der Bretterverkleidung und die Freilegung des Fachwerks wurden in den 1960er Jahren aus denkmalpflegerischen Gründen abgelehnt.
Dem Gebäude vorgelagert ist ein terrassenartiger Vorplatz, der im Laufe der Zeit verschiedene Umgestaltungen erfahren hatte.

## Nutzung
Das Haus gehörte verschiedenen Eigentümern und diente verschiedenen Zwecken. Um 1820 gehörte es dem promovierten Kreiswundarzt Stanek. Fritz Uri betrieb dort am Ende des 19. Jahrhunderts ein Hotel. Fritz Schimpf richtete eine Drechslerei und einen Tabakwarenhandel ein. Unter einem anderen Besitzer bestand der Tabakwarenhandel bis 1969. Es folgte das Büro des städtischen Verkehrsvereins und später ein Versicherungsbüro.
Seit 1983 ist es als Bürgerhaus Alter Markt 30 unter der Nummer 67 in die Denkmalliste der Stadt Arnsberg eingetragen.

## Umbau
Das Gebäude ist seit 2002 im Besitz des Hochsauerlandkreises beziehungsweise der kreiseigenen Wirtschaftsförderungsgesellschaft. Im Jahr 2010 wurde beschlossen, in dem Haus das Kreismedienzentrum und die Verwaltung des Sauerlandmuseums unterzubringen. Zu diesem Zweck wurde der Bau aufwändig renoviert. Unter anderem bekam das Haus einen neuen Dachstuhl und hat heute wieder die ursprüngliche Dachform. Teile eines Hinterhofes wurden durch eine Glaskonstruktion überdacht und in einen Veranstaltungsraum umgestaltet.
Wegen einer unerwartet hohen Kostensteigerung in Folge der schlechten Bausubstanz war das Projekt politisch zeitweise umstritten.